# Retkovci
Retkovci – wieś w Chorwacji, w żupanii vukowarsko-srijemskiej, w gminie Ivankovo. W 2011 roku liczyła 1263 mieszkańców.